# 富驛酒店集團

富驛酒店集團股票上櫃公司，為台灣時尚商務酒店連鎖領導品牌。酒店選址集中在商業較繁榮一，二線城市的重要商圈內，可以最大限度滿足住客之商務與交際需求，降低交通費用與時間。富驛時尚酒店擁有大量會員、簽訂住房協議之客戶及合作旅行社等多種銷售管道，並因其時尚設計和優質服務而多次獲獎。依據 Expedia 2018年飯店訂單數據資料顯示， 富驛時尚台南民生路館為國人最愛入住的飯店第一名。

## 獎項
- 2008央視票選-中国最受欢迎精品商务连锁酒店[1]
- 2009世界酒店獎-中国最具发展价值酒店